# Kreis Euskirchen
Kreis Euskirchen er en landkreis i regeringsdistriktet Köln i den tyske delstat Nordrhein-Westfalen.

## Administrative enheder
Landkreisen havde 192840  indbyggere pr.  2018-12-31

| Købstæder 1. Bad Münstereifel (17299) 2. Euskirchen (57975) 3. Mechernich (27598) 4. Schleiden (13053) 5. Zülpich (20174) | Kommuner 1. Blankenheim (8313) 2. Dahlem (4183) 3. Hellenthal (7895) 4. Kall (11264) 5. Nettersheim (7467) 6. Weilerswist (17619) |